# Niesulice
Niesulice – wieś w Polsce położona w województwie lubuskim, w powiecie świebodzińskim, w gminie Skąpe.
W latach 1975–1998 miejscowość administracyjnie należała do województwa zielonogórskiego.
Wieś letniskowa nad  Jeziorem Niesłysz (Jezioro Niesulickie), ok. 6 km na północny zachód od Skąpego. Nad jeziorem znajduje się kilka ośrodków wypoczynkowych, baza obozowa ZHP, plaże, wypożyczalnie sprzętu wodnego i rowerów.
Niedaleko Niesulic, na przeciwległym brzegu jeziora, znajduje się dobrze zachowane średniowieczne grodzisko.